# Arthur Bialas
Arthur Bialas (21. listopadu 1930 Ratiboř – 12. listopadu 2012 Berlín) byl východoněmecký fotbalista, reprezentant a trenér.

## Hráčská kariéra
Začínal v rodné Ratiboři (nyní na polském území) a poté hrál za Einheit Seelow. Sezonu 1953/54 strávil v Altenburgu a za tamější Motor vstřelil 17 druholigových branek. Před začátkem dalšího ročníku přestoupil do Emporu Rostock, kde působil 8 let a stal se jednou z nejvýraznějších postav a oblíbencem fanoušků. V sezoně 1961/62 se stal s 23 brankami nejlepším střelcem nejvyšší východoněmecké soutěže.

### Reprezentace
V jednom zápase reprezentoval Východní Německo (NDR). Toto utkání se hrálo v neděli 16. dubna 1961 v Budapešti v rámci kvalifikace na MS 1962 a domácí Maďarsko je vyhrálo 2:0 (poločas 1:0).

### Ligová bilance
| Ročník                       | Zápasy | Góly | Klub                       |
| ---------------------------- | ------ | ---- | -------------------------- |
| II. liga 1953/54             | 24     | 17   | BSG Motor Altenburg        |
| I. liga 1954/55              | 26     | 4    | SC Empor Rostock           |
| I. liga 1955                 | 13     | 9    | SC Empor Rostock           |
| I. liga 1956                 | 14     | 6    | SC Empor Rostock           |
| II. liga 1957                | 22     | 16   | SC Empor Rostock           |
| I. liga 1958                 | 20     | 7    | SC Empor Rostock           |
| I. liga 1959                 | 18     | 9    | SC Empor Rostock           |
| I. liga 1960                 | 25     | 21   | SC Empor Rostock           |
| I. liga 1961/62              | 36     | 23   | SC Empor Rostock           |
| II. liga 1962/63 – sk. sever | 25     | 15   | BSG Stahl Eisenhüttenstadt |
| II. liga 1963/64 – sk. sever | 26     | 16   | BSG Stahl Eisenhüttenstadt |
| II. liga 1964/65 – sk. sever | 24     | 5    | BSG Stahl Eisenhüttenstadt |
| II. liga 1964/65 – sk. sever | 7      | 2    | BSG Stahl Eisenhüttenstadt |
| II. liga 1965/66 – sk. sever | 1      | 0    | BSG Stahl Eisenhüttenstadt |
| CELKEM I. LIGA               | 152    | 79   |                            |
| CELKEM II. LIGA              | 129    | 71   |                            |

## Trenérská kariéra
Ke konci hráčské kariéry byl hrajícím trenérem v Eisenhüttenstadtu. V sezoně 1968/69 vedl Chemii Zeitz a poté byl 4 roky v Motoru Hennigsdorf.